# Фірудін Аллахверді
Фірудін Аллахверді (азерб. Firudin Allahverdi) — азербайджанський композитор. Народився 1980 року в Баку. 2003 року скінчив Бакинську музичну академію (клас композиції проф. X. Мірзазаде) із ступенем бакалавра. Засновник (2005) та артистичний директор ансамблю сучасної музики «Єні Хава» («Нова мелодія»). Учасник Штокгаузенських курсів (2006).
Отримав премії Міністерства молоді, спорту і туризму Азербайджану в номінаціях «Найкраща пісня та романс» (2001) та «Найкраща камерна музика» (2006), а також І премію Республіканського конкурсу маршу (2002).